# Valdunciel
Valdunciel – gmina w Hiszpanii, w prowincji Salamanka, w Kastylii i León, o powierzchni 33,23 km². W 2011 roku gmina liczyła 101 mieszkańców.